# Lijst van oorlogen van het Ottomaanse Rijk

Gebiedsontwikkeling Ottomaanse Rijk

Deze lijst van oorlogen van het Ottomaanse Rijk probeert een zo volledig mogelijk chronologisch beeld te geven van alle Ottomaanse oorlogen. De oorlogen van het Ottomaanse Rijk zijn onderverdeeld in de volgende categorieën: opkomst (1299-1453), groei (1453-1606), stagnatie (1606-1699), achteruitgang (1699-1792) en ontbinding (1792-1922).

## Opkomst (1299-1453)
- 1299-1453 - Byzantijns-Ottomaanse oorlogen
  - 1302 - Slag bij Bapheus
  - 1354 - Val van Gallipoli
  - 1453 - Beleg en val van Constantinopel
- 1340-1396 - Bulgaars-Ottomaanse oorlogen
- 1341-1347 - Byzantijnse burgeroorlog van 1341-47
- 1352-1499 - Servisch-Ottomaanse oorlogen
- 1366-1526 - Ottomaans-Hongaarse oorlogen
- 1366-1367 - Savoyaardse Kruistocht
- 1373-1379 - Byzantijnse burgeroorlog van 1373-79
- 1389 - Slag bij Kosovo
- 1395 - Slag bij Nicopolis
- 1402 - Slag bij Ankara
- 1402-1413 - Ottomaanse Interregnum
- 1404 - Opstand van Konstantin en Fruzhin
- 1416-1420 - Opstand van Sheikh Bedreddin
- 1423-1430 - Ottomaans-Venetiaanse oorlog
- 1429 - Beleg van Malta
- 1432-1479 - Ottomaans-Albanese Oorlog
- 1443-1444 - Kruistocht van Varna
  - 1443 - Slag bij Nish
  - 1443 - Slag bij Zlatitsa
  - 1444 - Slag bij Varna
- 1444 - Slag van Torvioll
- 1445 - Slag van Mokra
- 1448 - Slag bij Kosovo
- 1450 - Beleg van Krujë

## Groei (1453-1606)
- 1456 - Beleg van Belgrado
- 1456 - Slag van Oronichea
- 1463-1479 - Ottomaans-Venetiaanse oorlog
- 1466 - Beleg van Krujë
- 1473 - Slag bij Otlukbeli
- 1473-1479 - Moldavisch-Ottomaanse oorlogen
- 1475 - Slag bij Vaslui
- 1480 - Beleg van Rhodos
- 1480-1481 - Ottomaanse aanval op Otranto
- 1481 - Portugese expeditie naar Otranto
- 1484-1486 - Moldavisch-Ottomaanse oorlogen
- 1485-1503 - Pools-Ottomaanse oorlog
- 1485-1491 - Ottomaans-Mamlukse oorlog
- 1493-1593 - Honderd jaar Kroatisch-Ottomaanse oorlog
- 1499-1503 - Ottomaans-Venetiaanse oorlog
- 1501 - Ottomaanse inval op de Balearen
- 1509 - Portugees-Turkse Oorlog
- 1509-1513 - Ottomaanse burgeroorlog
- 1511 - Şahkulu-opstand
- 1514 - Slag bij Chaldiran
- 1514 - Beleg van Bejaïa
- 1516 - Inname van Algiers
- 1516 - Eerste expeditie tegen Algiers
- 1516-1517 - Ottomaans-Mamlukse oorlog
- 1518 - Tweede expeditie tegen Algiers
- 1518 - Val van Tlemcen
- 1518-1721 - Ottomaanse-Habsburgse oorlogen
- 1519-1659 - Celali-opstand
- 1521 - Beleg van Belgrado
- 1522 - Beleg van Rhodos
- 1526 - Slag bij Mohács
- 1529 - Beleg van Wenen
- 1529 - Slag bij Formentera
- 1529 - Inname van Peñón of Algiers
- 1530-1552 - Ottomaans-Habsburgse oorlogen in Hongarije
- 1532 - De Duitse Veldtocht
- 1532-1555 - Ottomaans-Safawide oorlog
- 1535 - Plundering van Mahón
- 1535 - Slag om Tunis
- 1537-1540 - Ottomaans-Venetiaanse oorlog
  - 1537 - Beleg van Korfoe
- 1538-1557 - Ottomaans-Portugese oorlog
- 1540 - Slag bij Alborán
- 1540 - Plundering van Gibraltar
- 1541 - Algiers expeditie
- 1543 - Plundering van Cadaqués en Palamós
- 1543 - Italiaanse Oorlog
- 1545 - Plundering van Pineda de Mar
- 1551 - Invasie van Gozo
- 1551 - Beleg van Tripoli
- 1556 - Inname van Bougie
- 1556 - Slag bij Oran
- 1558 - Expeditie naar Mostaganem
- 1558 - Ottomaanse invasie van de Balearen
- 1558 - Slag bij Wadi al-Laban
- 1558 - Expeditie naar Mostaganem
- 1558-1563 - Ottomaans-Portugese oorlog
- 1559-1564 - Spaanse-Ottomaanse oorlog
- 1559 - Ottomaanse burgeroorlog
- 1563 - Slagen bij Oran en Mers El Kébir
- 1565 - Beleg van Malta
- 1566 - Beleg van Szigetvár
- 1568-1570 - Russisch-Turkse Oorlog
- 1568-1571 - Opstand van Alpujarras
- 1569-1580 - Spaanse-Ottomaanse oorlog
- 1570-1573 - Ottomaans-Venetiaanse oorlog
- 1571 - Slag bij Lepanto
- 1578 - Kaukasische campagne
- 1578-1590 - Ottomaans-Safawide oorlog
- 1580-1589 - Ottomaans-Portugese oorlog
- 1585 - Ottomaans-Druze oorlog
- 1589 - Beylerbeyi opstand
- 1593-1606 - Vijftienjarige Oorlog
- 1593-1617 - Moldavische Magnaat Oorlogen
- 1598 - Eerste Tarnovo Opstand
- 1603-1618 - Ottomaans-Safawide oorlog

## Stagnatie (1606-1699)
- 1610-1614 - Spaanse-Ottomaanse oorlog
- 1611-1613 - Ottomaans-Druze oorlog
- 1614 - Overval op Zejtun
- 1618-1619 - Spaanse-Ottomaanse oorlog
- 1620-1621 - Pools-Ottomaanse oorlog
- 1622-1628 - Abaza Rebellie
- 1623-1639 - Ottomaans-Safawide oorlog
- 1631-1635 - Ottomaans-Druze oorlog
- 1645-1669 - Kretaanse oorlog
- 1648 - Atmeydanı-incident
- 1656 - Çınar-incident
- 1658-1667 - Druzenmachtsstrijd
- 1663-1664 - Oostenrijks-Ottomaanse oorlog
- 1672-1676 - Pools-Ottomaanse oorlog
- 1676-1681 - Russisch-Turkse Oorlog
- 1683 - Beleg van Wenen
- 1683-1699 - Grote Turkse Oorlog
- 1684-1699 - Ottomaans-Venetiaanse oorlog
- 1686 - Tweede Tarnovo-opstand
- 1686-1700 - Russisch-Turkse Oorlog
- 1688 - Chiprovtsi-opstand
- 1689 - Karposh-rebellie

## Achteruitgang (1699-1792)
- 1700-1721 - Grote Noordse Oorlog
- 1703 - Edirne-evenement
- 1710-1711 - Russisch-Turkse Oorlog
- 1714-1718 - Ottomaans-Venetiaanse oorlog
- 1716-1718 - Oostenrijks-Turkse Oorlog
  - 1717 - Slag bij Belgrado
- 1722-1727 - Ottomaans-Perzische oorlog
- 1730 - Patrona Halil
- 1730-1735 - Ottomaanse-Perzische Oorlog
- 1732 - Spaanse verovering van Oran
- 1735-1739 - Russisch-Turkse Oorlog
- 1737-1739 - Oostenrijks-Ottomaanse oorlog
- 1743-1746 - Ottomaanse-Perzische Oorlog
- 1751 - Actie van 28 november 1751
- 1755 - Invasie van Algiers
- 1758 - Slag bij Cabo Palos
- 1768-1774 - Russisch-Turkse Oorlog
- 1770 - Orlovopstand
- 1773-1775 - Poegatsjovopstand
- 1775-1776 - Ottomaanse-Perzische Oorlog
- 1784 - Bombardement van Algiers
- 1787-1791 - Oostenrijks-Ottomaanse oorlog
- 1787-1792 - Russisch-Turkse Oorlog

## Ontbinding (1792-1922)
- 1793-1795 - Tripolitiaanse burgeroorlog
- 1798-1801 - Expeditie van Napoleon naar Egypte
- 1801-1805 - Eerste Barbarijse Oorlog
- 1803 - Souliote oorlog
- 1803-1807 - Mohammed Ali's machtsovername
- 1804-1813 - Eerste Servische Opstand
- 1806-1812 - Russisch-Turkse Oorlog
- 1807 - Rebellie van Kabakçı Mustafa
- 1807-1809 - Anglo-Turkse oorlog
- 1811-1818 - Ottomaans-Saoedische oorlog
- 1815 - Tweede Barbarijse Oorlog
- 1815-1817 - Tweede Servische Opstand
- 1816 - Bombardementen op Algiers
- 1821-1832 - Griekse Onafhankelijkheidsoorlog
- 1821 - Wallachiaanse opstand van 1821
- 1821-1823 - Ottomaanse-Perzische Oorlog
- 1827-1857 - Franse verovering van Algerije
- 1828-1829 - Russisch-Turkse Oorlog
- 1829-1830 - Opstand van Atçalı Kel Mehmet
- 1830 - Invasie van Algiers in 1830
- 1831-1832 - Bosnische opstand
- 1831-1833 - Egyptisch-Ottomaanse oorlog
- 1833-1912 - Albanese opstanden
- 1834 - Boerenopstand in Palestina
- 1835-1858 - Libische opstand
- 1838 - Druze-opstand
- 1839-1841 - Egyptische-Ottomaanse oorlog
- 1848 - Wallachiaanse revolutie van 1848
- 1853-1856 - Krimoorlog
- 1854 - Epirus revolutie van 1854
- 1858 - Slag bij Grahovac
- 1860 - Libanese burgeroorlog
- 1861-1862 - Montenegrijns-Ottomaanse oorlog
- 1866-1869 - Kretaanse revolte
- 1876 - Razlovtsi-opstand
- 1876-1878 - Montenegrijns-Ottomaanse oorlog
- 1877-1878 - Russisch-Turkse Oorlog
- 1878 - Epirus revolutie van 1878
- 1878 - Oostenrijks-Hongaarse bezetting van Bosnië en Herzegovina
- 1894 - Sasun-opstand
- 1895-1896 - Zeitun-rebellie
- 1897 - Grieks-Turkse oorlog
- 1903 - Theriso revolte
- 1903 - Ilinden–Preobrazhenie-opstand
- 1904 - Sasun-opstand
- 1905 - Shoubak-revolte
- 1904-1908 - Macedonische strijd
- 1909-1910 - Hauran Druze-rebellie
- 1910 - Karak-revolte
- 1911 - Slag van Deçiq
- 1911-1912 - Italiaans-Turkse Oorlog
- 1912-1913 - Eerste Balkanoorlog
- 1913 - Tweede Balkanoorlog
- 1914-1918 - Eerste Wereldoorlog
  - 1914-1918 - Kaukasusveldtocht
  - 1916-1918 - Arabische opstand
- 1918-1920 - Armeens-Azerbeidzjaanse Oorlog
- 1919 - Russische Burgeroorlog
- 1919-1923 - Turkse Onafhankelijkheidsoorlog